# Stephen Salmore
Stephen A. Salmore (* 26. Februar 1941 in der Bronx, New York; † 25. September 2005 in Morristown, New Jersey) war ein US-amerikanischer Buchautor, Politikwissenschaftler und politischer Berater. Er war von 1973 bis 1997 Professor für politische Wissenschaften an der Rutgers University und zehn Jahre Direktor von Eagleton Poll.

## Schriften
- Stephen A. Salmore: Candidates, Parties, and Campaigns. Electoral Politics in America. Congressional Quarterly Press, Washington DC 1989.  ISBN 0-87187-484-9